# Qualificazioni ai Giochi della XX Olimpiade (CAF)
Di seguito sono elencati gli incontri con relativo risultato della zona africana (CAF) per le qualificazioni a Monaco di Baviera 1972.

## Formula
La formula prevedeva due turni eliminatori.
Nel primo turno eliminatorio, le 20 squadre vennero divise in 10 spareggi A/R. In caso di pareggio, era previsto un terzo incontro in campo neutro. Le vincenti si sarebbero qualificate al secondo turno eliminatorio.
Nel secondo turno eliminatorio, le 10 squadre vennero divise in tre gironi A/R, di cui due da tre squadre ed uno da quattro. Le vincenti di ogni girone si sarebbero qualificate alle Olimpiadi.

## Risultati

### Primo turno eliminatorio
Il Gabon si ritirò prima di giocare l'incontro di ritorno.
|  | Etiopia | 6 – 3 | Zambia |  |

|  | Zambia | 0 – 1 | Etiopia |  |

|  | Gabon | 2 – 3 | Camerun |  |

|  | Camerun | – | Gabon |  |

|  | Ghana | 2 – 1 | Liberia |  |

|  | Liberia | 0 – 1 | Ghana |  |

|  | Malawi | 1 – 2 | Madagascar |  |

|  | Madagascar | 4 – 2 | Malawi |  |

|  | Mali | 1 – 0 | Algeria |  |

|  | Algeria | 2 – 2 | Mali |  |

|  | Marocco | 5 – 2 | Niger |  |

|  | Niger | 1 – 3 | Marocco |  |

|  | Nigeria | 1 – 2 | Senegal |  |

|  | Senegal | 1 – 1 | Nigeria |  |

|  | Sudan | 4 – 0 | Uganda |  |

|  | Uganda | 1 – 1 | Sudan |  |

|  | Togo | 1 – 1 | Guinea |  |

|  | Guinea | 4 – 5 | Togo |  |

|  | Tunisia | 3 – 0 | Rep. Araba Unita |  |

|  | Rep. Araba Unita | 2 – 0 | Tunisia |  |

Passano il turno Etiopia (7-3), Camerun (3-2), Ghana (3-1), Madagascar (6-3), Mali (3-2), Marocco (8-3), Senegal (3-2), Sudan (5-1), Togo (6-5) e Tunisia (3-2).

### Secondo turno eliminatorio

#### Gruppo 1
| Squadra | P.ti | G | V | N | P | GF | GS | DR |
| ------- | ---- | - | - | - | - | -- | -- | -- |
| Marocco | 6    | 4 | 2 | 2 | 0 | 9  | 5  | +4 |
| Tunisia | 4    | 4 | 1 | 2 | 1 | 7  | 5  | +2 |
| Mali    | 2    | 4 | 1 | 0 | 3 | 4  | 10 | -6 |

|  | Tunisia | 3 – 3 | Marocco |  |

|  | Marocco | 2 – 1 | Mali |  |

|  | Mali | 2 – 0 | Tunisia |  |

|  | Marocco | 0 – 0 | Tunisia |  |

|  | Mali | 1 – 4 | Marocco |  |

|  | Tunisia | 4 – 0 | Mali |  |

#### Gruppo 2
| Squadra | P.ti | G | V | N | P | GF | GS | DR |
| ------- | ---- | - | - | - | - | -- | -- | -- |
| Ghana   | 8    | 6 | 3 | 2 | 1 | 7  | 3  | +4 |
| Camerun | 8    | 6 | 3 | 2 | 1 | 7  | 7  | 0  |
| Senegal | 5    | 6 | 2 | 1 | 3 | 7  | 6  | +1 |
| Togo    | 3    | 6 | 1 | 1 | 4 | 3  | 8  | -5 |

|  | Senegal | 1 – 1 | Camerun |  |

|  | Ghana | 1 – 1 | Togo |  |

|  | Camerun | 0 – 3 | Ghana |  |

|  | Togo | 1 – 0 | Senegal |  |

|  | Togo | 1 – 2 | Camerun |  |

|  | Ghana | 1 – 0 | Senegal |  |

|  | Togo | 0 – 2 | Ghana |  |

|  | Camerun | 3 – 2 | Senegal |  |

|  | Ghana | 0 – 0 | Camerun |  |

|  | Senegal | 2 – 0 | Togo |  |

|  | Camerun | 1 – 0 | Togo |  |

|  | Senegal | 2 – 0 | Ghana |  |

#### Gruppo 3
| Squadra    | P.ti | G | V | N | P | GF | GS | DR |
| ---------- | ---- | - | - | - | - | -- | -- | -- |
| Sudan      | 7    | 4 | 3 | 1 | 0 | 8  | 2  | +6 |
| Etiopia    | 5    | 4 | 2 | 1 | 1 | 7  | 6  | +1 |
| Madagascar | 0    | 4 | 0 | 0 | 4 | 3  | 10 | -7 |

|  | Madagascar | 1 – 2 | Etiopia |  |

|  | Etiopia | 2 – 2 | Sudan |  |

|  | Sudan | 3 – 0 | Madagascar |  |

|  | Etiopia | 3 – 2 | Madagascar |  |

|  | Sudan | 1 – 0 | Etiopia |  |

|  | Madagascar | 0 – 2 | Sudan |  |